# Йозинович, Марко
Марко Йозинович (хорв. Marko Jozinović; 28 марта 1920, Деветине, королевство Сербов, Хорватов и Словенцев — 11 августа 1994 года, Дубровник, Хорватия) — католический прелат. Архиепископ Врхбосны с 27 июня 1977 года по 19 апреля 1994 год.

## Биография
29 июня 1944 года Марко Йозинович был рукоположён в священника в соборе Святейшего Сердца Иисуса в Сараеве. В 1945 году был арестован коммунистическими властями и провёл шесть лет в заключении в тюрьме города Зеница. C 1961 года обучался в Риме в Папском Григорианском университете, где в 1964 году защитил диссертацию на звание доктора философии. С 1969 года, будучи настоятелем собора в Сараеве, преподавал нравственное богословие в католической семинарии в Сараеве.  
27 июня 1977 года Римский папа Павел VI назначил Марко Йозиновича архиепископом Врхбосны. 23 октября 1977 года состоялось рукоположение Марко Йозиновича в епископа, которое совершил титулярный архиепископ Аквилеи и апостольский про-нунций в Югославии Микеле Чеккини в сослужении с архиепископом Загреба Франьо Кухаричем и епископом Мостар-Дувно Петаром Чиле.
19 апреля 1990 года подал в отставку. 
Скончался 11 августа 1994 года в Дубровнике.